# Amtrak Cascades

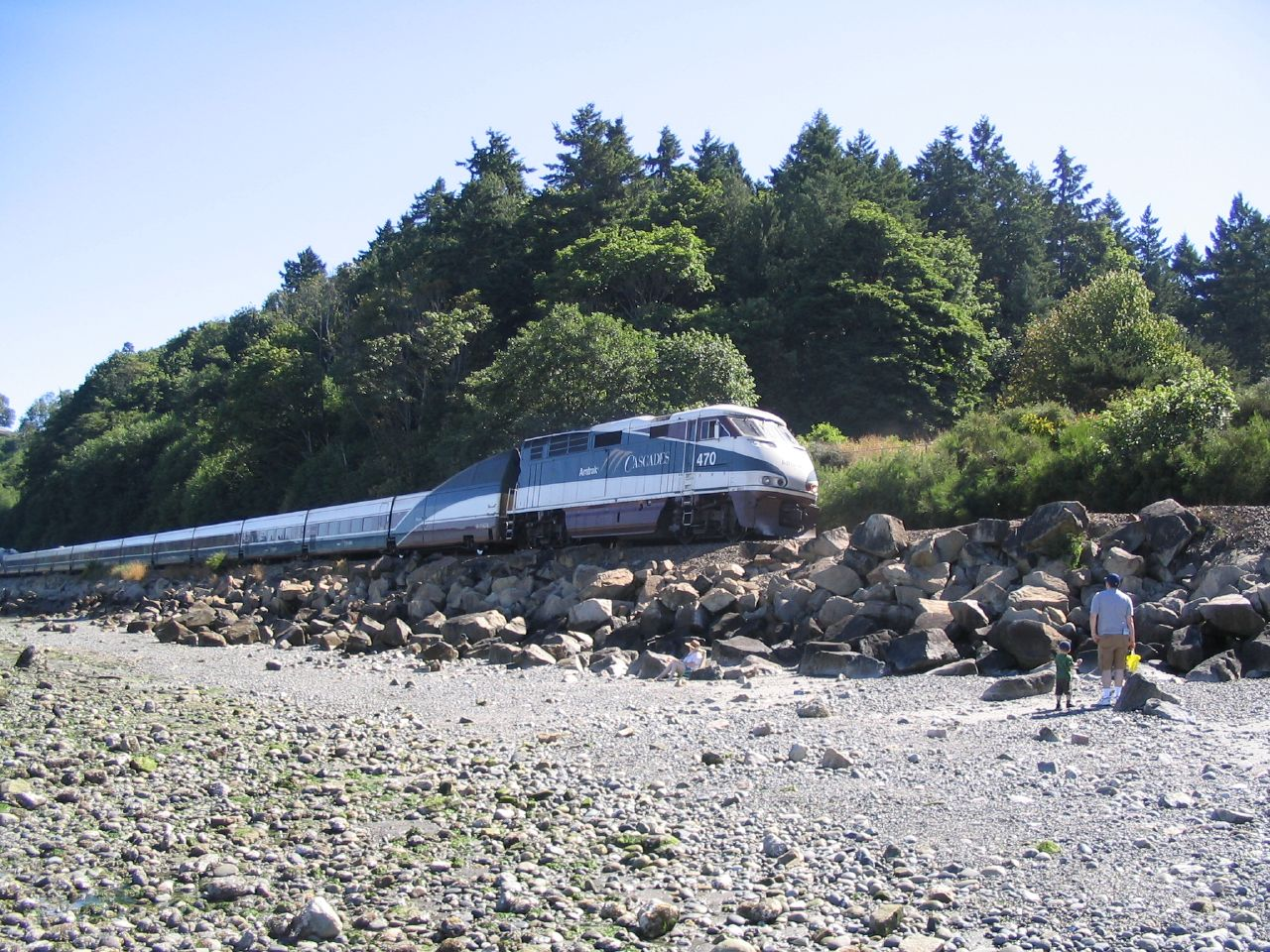
Souprava vlaku Amtrak Cascades projíždějící po pobřeží Pugetova zálivu v Seattlu.

Amtrak Cascades  je trasa osobního vlaku řízená společností Amtrak ve spolupráci s americkými státy Washington a Oregon a s kanadskou provincií Britská Kolumbie. Své jméno nese po Kaskádovém pohoří, které vede rovnoběžně s železnicí kousek na východ.
Koridor nejprve vede 251 kilometrů mezi Vancouverem a Seattlem a dále 499 kilometrů přes Portland do Eugenu. Mezi Vancouverem a Portlandem pak denně jedou dva vlaky. Dále je zajištěno spojení mezi Portlandem a Eugenem a z každé stanice vyrážejí autobusy Amtrak Thruway Motorcoach, které je spojují s městy bez železnice. Od března 2010 jezdí denně mezi Seattlem a Portlandem čtyři vlaky z nichž jeden jede z Vancouveru až do Eugenu.
V roce 2011 přepravila železnice přes 850 tisíc cestujících, a je tak osmou nejvyužívanější železnicí Amtraku a vůbec nejvyužívanější mimo severovýchod Spojených států a Kalifornii.

## Zastávky

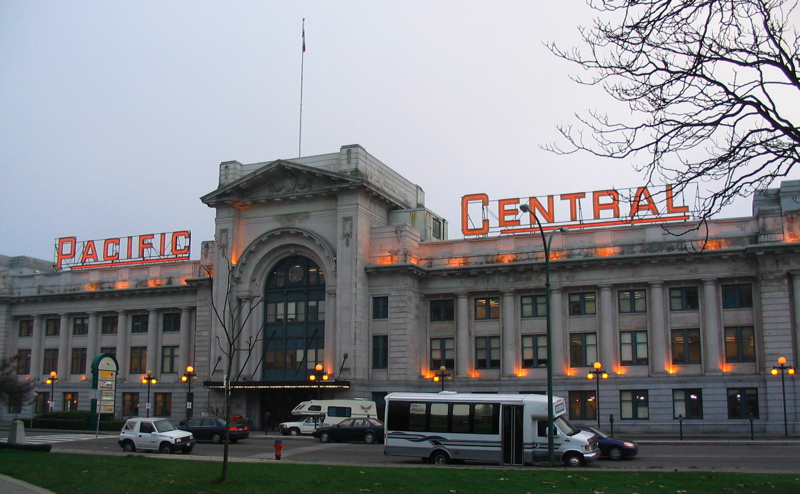
Stanice Pacific Central Station ve Vancouveru.

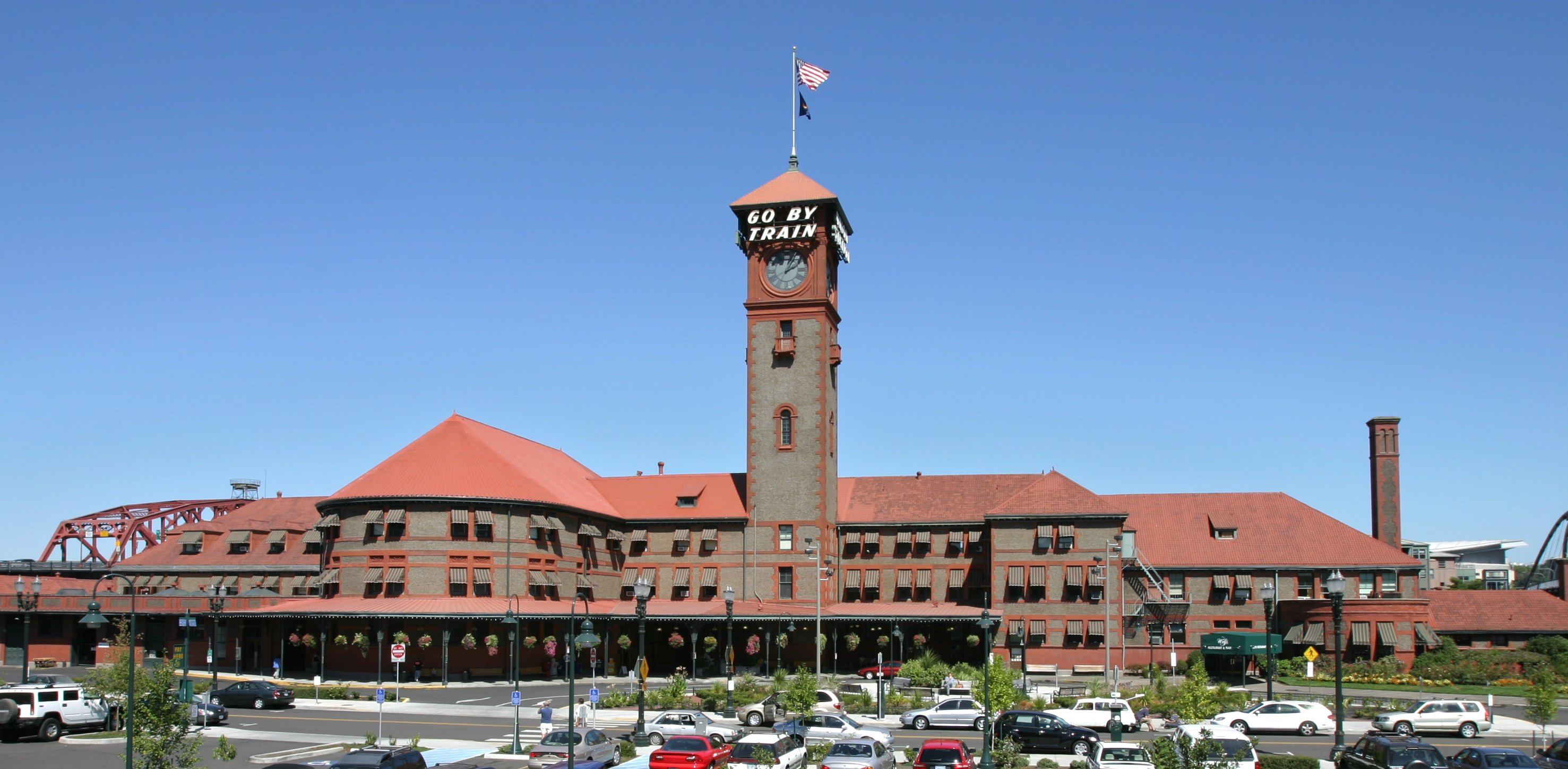
Stanice Union Station v Portlandu.

0 km – Pacific Central Station, Vancouver, Britská Kolumbie

kanadsko-americká hranice 

100 km – Fairhaven Station, Bellingham

142 km – Mount Vernon Amtrak Station, Mount Vernon, Washington

- Stanwood Amtrak Station, Stanwood, Washington

198 km – Everett Station, Everett

224 km – Edmonds Station, Edmonds

253 km – King Street Station, Seattle

270 km – Tukwila Station, Tukwila

315 km – Tacoma Amtrak Station, Tacoma

373 km – Centennial Station, Olympia-Lacey

404 km – Centralia Union Depot, Centralia, Washington

473 km – Kelso Multimodal Transportation Center, Kelso, Washington

538 km – Vancouver Amtrak Station, Vancouver, Washington

washingtonsko-oregonská hranice (řeka Columbia)

554 km – Portland Union Station, Portland, Oregon

Steel Bridge (řeka Willamette)

578 km – Oregon City Amtrak Station, Oregon City

637 km – Salem Station, Salem

682 km – Albany Depot, Albany, Oregon

752 km – Eugene Depot, Eugene

## Historie
Trasa Amtrak Cascades je spojením původních tras mezi Portlandem, Seattlem a Vancouverem. Původně ji společně provozovaly železniční společnosti Northern Pacific, Great Northern Railway a Union Pacific a později se vyvinula v jednu z nejoblíbenějších tras společnosti Amtrak.
Při startu společnosti Amtrak v roce 1971 jezdily pravidelně tři vlaky mezi Portlandem a Seattlem, spojení do Vancouveru bylo přerušeno. Původně neměly tyto vlaky žádná jména, ale při nástupu oficiálního jízdního řádu v listopadu 1971 se jeden jmenoval Coast Starlight a pokračoval až do Los Angeles, zatímco zbylé dva nesly jména Mount Rainier a Puget Sound.
V roce 1972 Amtrak zavedl spojení mezi Seattlem a Vancouverem, jednalo se o vlak Pacific International. Vlak byl pokaždé krátký, ale měl pro Amtrak velice netypické uspořádání, dokonce do něj patřil jeden z mála observačních vozů, které společnost měla.
Koridor se rozrostl v roce 1980, kdy se stát Oregon rozhodl finančně podpořit spojení mezi Portlandem a Eugenem. Nový vlak byl pojmenován Willamette Valley, ale kvůli neúspěchu byl zrušen už v dubnu 1982. Toto zrušení bylo následkem zrušení spoje Pacific International v září 1981.
V roce 1994 zahájila společnost Amtrak šestiměsíční zkušební lhůtu nových moderních vozů od španělské společnosti Talgo na koridoru mezi Seattlem a Portlandem. Amtrak tento dočasný vlak pojmenoval Northwest Talgo a oznámil, že až zkušební půlrok skončí, bude zahájen provoz nového, tradičního spoje, který bude fungovat jako podpora vlaku Mount Rainier. Pravidelný provoz byl odstartován v dubnu 1994 a společnost uspořádala exhibiční jízdu mezi Vancouverem a Eugenem. V říjnu téhož roku společnost představila náhradu za spoj Mount Adams a dohodla se se státem Oregon na prodloužení spoje Mount Rainier do Eugenu od června 1995, načež Oregon začal platit dvě třetiny z 1,5milionové dotace.
V květnu 1995 se společnost Amtrak vrátila do Vancouveru, a to spojem zvaným Mount Rainier International, který spojil západokanadskou metropoli se Seattlem. Stát Washington poté zařídil pronájem vozů Talgo podobných těm, které v roce 1994 prošly zkouškami. V říjnu 1995 se Amtrak rozhodl přejmenovat Mount Rainier na Cascadia, čímž bylo zviditelněno, že vlak nyní operuje i ve státě Oregon.
V roce 1998 byl zaveden třetí spoj mezi Seattlem a Portlandem, který nahradil dálkový spoj Pioneer. Již na jaře 1998 používaly všechny spoje mezi Seattlem a Portlandem nebo Eugenem vozy Talgo, zatímco vlak směřující do Vancouveru pokračoval s tradičními vozy Amtrak. Pak se společnost rozhodla zbavit vlaky jejich individuálních jmen a přejmenovat je na Pacific Northwest, jelikož probíhaly přípravy na obdržení stálých vozů Talgo, nikoli pouze pronajatých, které byly právě ve výrobě ve Spojených státech a jejich vlastníkem se měl stát stát Washington. Novou značku Amtrak Cascades společnost oznámila na konci jízdního řádu na podzim 2008 a nové vozy vyjely na koleje v prosinci téhož roku. Na konci roku 2000 společnost prodloužila druhý spoj do Eugenu.
V roce 2004 vznikl program Rail Plus, který umožňoval přestup na vlaky Sounder společnosti Sound Transit mezi Seattlem a Everettem.
Koridor v dalších letech pokračoval v růstu, v roce 2006 přišel čtvrtý vlak mezi Portlandem a Seattlem a v srpnu 2009 vyjel dlouho očekávaný přímý spoj mezi Portlandem a Vancouverem, který odstranil nutnost přestupu v Seattlu. Tento spoj je hlavní částí projektu, který má zjistit, jestli je přímý spoj vhodným řešením. Protože si ale kanadská strana vyžádala 550 tisíc ročně na kontroly na hranicích, měl být spoj vyřazen v říjnu 2010. Zastupitelé státu Washington ale jednali s kanadskou vládou, která nakonec podpořila spoj na další rok dotací, která činila 800 tisíc dolarů.

## Výbava

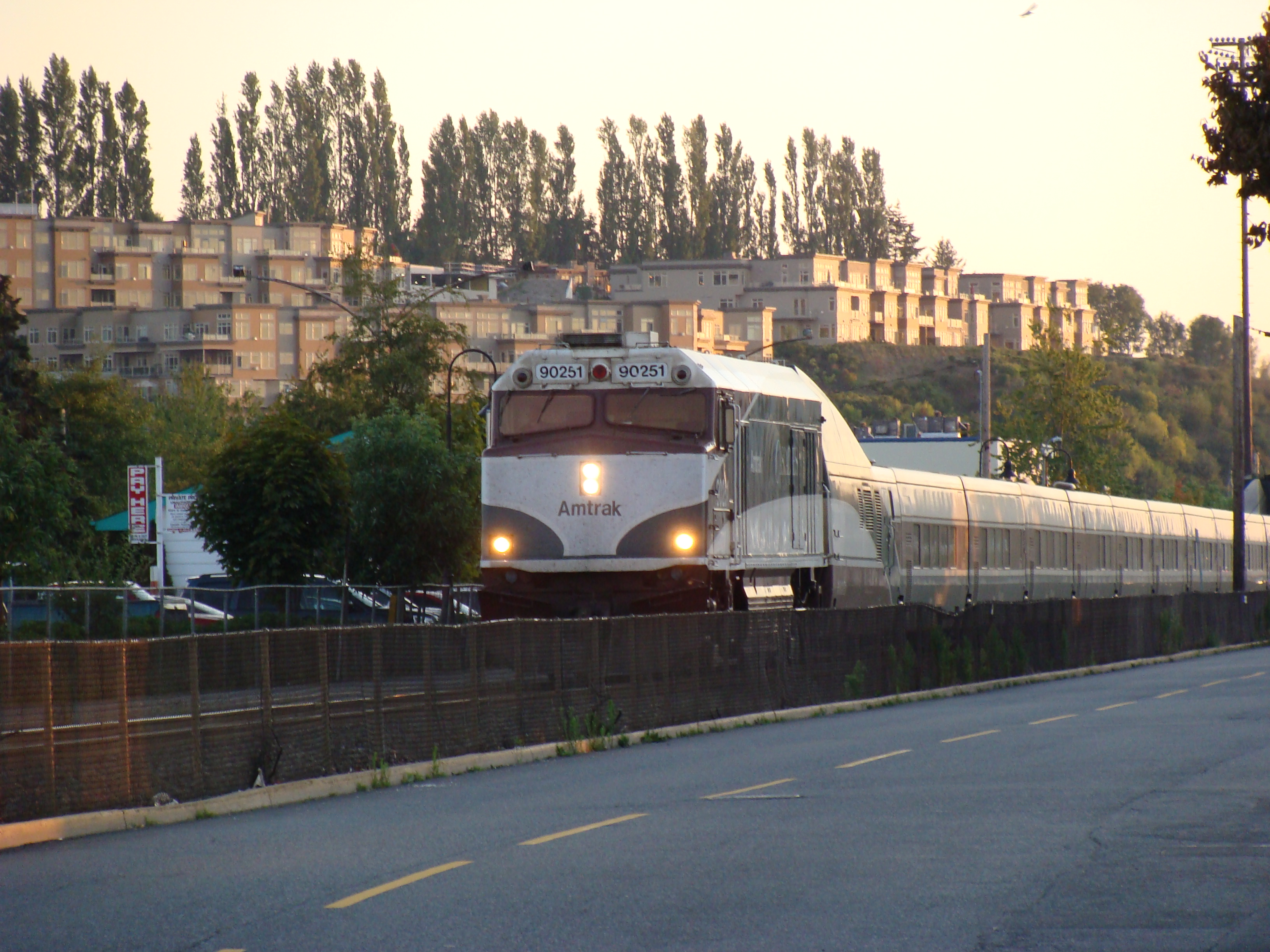
Vlak Cascades zdánlivě tažený nepoháněnou lokomotivou EMD F40PH s naklápěcí soupravou Talgo španělské výroby.

Cascades je unikátní vlak se speciálním nátěrem. Na jednom konci vlaku je lokomotiva EMD F59PH, kterou následuje 12 nebo 13 vozů od společnosti Talgo a na druhém konci vlaku je nepoháněná lokomotiva EMD F40PH, která je používaná jako řídicí vůz. Řídící vůz je speciálně upraven, aby splňoval požadavky Federální správy železnic.
Většina vozů Talgo je opravována v Seattlu, ale důležité opravy probíhají v Los Angeles a tak je možno občas vidět tyto vozy i u vlaku Coast Starlight.
Řídící vozy tohoto vlaku se liší od těch, které Amtrak přestavoval v minulosti. Dřívějším verzím, které jsou k vidění na několika koridorech společnosti Amtrak, se říká cabbage car, což je sloučenina cab car pro řídící vůz a baggage car pro zavazadlový vůz. V těchto vozech je odstraněn motor a volné místo je použito jako zavazadlový prostor s posuvnými dveřmi. Vozy Talgo ale mají své vlastní zavazadlové prostory, takže v případě Cascades mají řídící vozy původní dveře od motoru. Neobvyklé je, že vozy Talgo mají v zavazadlových prostorech háky pro kola, na ostatních vlacích společnosti Amtrak musí být kola uložená v krabici.
Lokomotiva zbavená motoru je řídícím vozem, takže z ní je vlak ovládán na cestě na sever. Při jízdě na jih je strojvedoucí v lokomotivě s motorem. Řídící vozy mají na rozdíl od poháněných lokomotiv pětičíselné označení namísto tříčíselného. Ve vzácných případech je v provozu souprava s poháněnými lokomotivami na obou stranách, nebo souprava s jednou poháněnou lokomotivou, ale bez řídícího vozu na druhé straně.
Vozy pro cestující byly vyrobeny španělskou firmou Talgo a tak je Cascades jediným vlakem společnosti Amtrak, který užívá vozy od tohoto výrobce. Vozy jsou naklápěcí, takže vlak může překonávat zatáčky ve vyšších rychlostech. Jsou navrženy pro maximální rychlost 200 km/h, ale na trati vlaku Cascades je kvůli bezpečnosti povolena rychlost pouze 127 km/h. Plány pro budoucnost by měly povolenou rychlost zvýšit na 176 km/h.
Vozy Talgo jsou k sobě spojeny tím, že každý pár sdílí jednu nápravu s tím sousedním. To zabraňuje vylomení jízdní soupravy při vykolejení.
Typický vlak se skládá ze zavazadlového vozu, dvou vozů obchodní třídy, jednoho bufetového nebo jídelního vozu, jednoho kavárnového vozu, šesti vozů standardní třídy a jednoho služebního vozu. Čtyři z pěti souprav nesou jméno po horách v Kaskádovém pohoří: Mount Rainier, Mount Baker, Mount Hood a Mount Adams. Ten pátý se jmenuje Mount Olympus, podle hory v Olympijském pohoří.
Jedna z těchto souprav, a to Mt. Adams, byla původně postavena jako předváděcí a pro možný vlak mezi Los Angeles a Las Vegas. Byla postavena s dalšími dvěma vozy standardní třídy, takže měla celkem 14 vozů. V této podobě jezdila několik let mezi Seattlem a Vancouverem a také měla jiné barevné schéma, když se na ní místo zelené, hnědé a krémové barvy objevily modrá, černá a stříbrná.
Vyrobena byla také šestivozová náhradní souprava, která má zavazadlový vůz, služební vůz, jídelní vůz, kavárnový vůz a dva vozy standardní třídy. Dva vozy z původní soupravy Mt. Adams a dva vozy z náhradní soupravy byly rozloženy do čtyř používaných souprav, což dává celkem čtyři třináctivozové a jednu dvanáctivozovou soupravu.
V době Díkůvzdání na konci listopadu jsou provozovány vlaky navíc. Ty se skládají z obvyklých vozů společnosti Amtrak, někdy na nich bývají používány také dvoupatrové vozy Superliner.

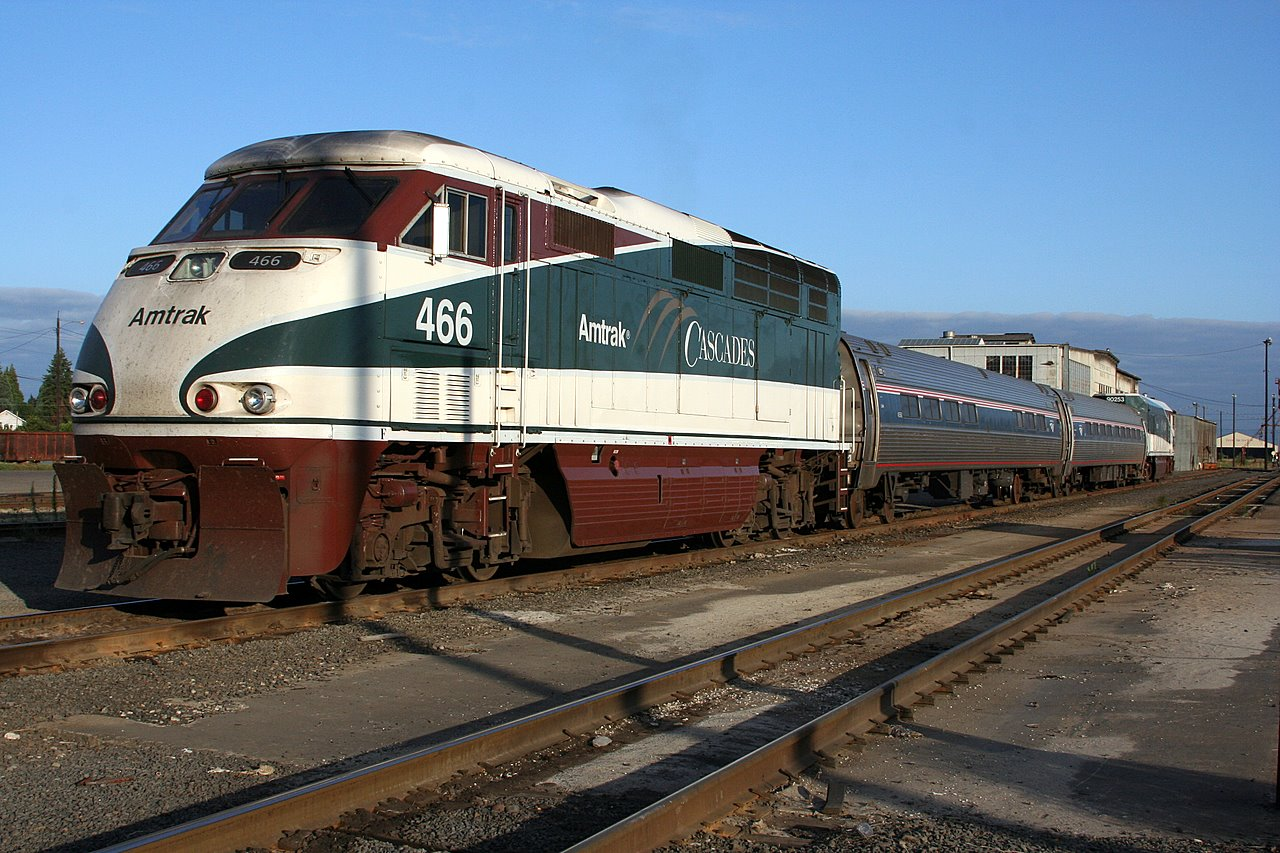
V době oprav souprav Talgo užíval vlak Cascades vozy Amfleet. Na obrázku je tažený lokomotivou EMD F59PH.

V srpnu 2007 se v jedné ze souprav Talgo objevila trhlina na vzpěře nápravy a Amtrak se společně s Washingtonským ministerstvem dopravy rozhodl dočasně stáhnout všechny soupravy Talgo a nahradit je vozy Amfleet a Horizon. Protože ale tyto obvyklé vozy flotily Amtrak nejsou naklápěcí, byla doba jízdy mezi Seattlem a Portlandem prodloužena o třicet minut na čtyři hodiny. Soupravy Talgo se začaly vracet už v září téhož roku, na konci října už byly v plném počtu a tak se vrátil obvyklý jízdní řád vlaku.

## Dotování
Trať je dotována státy Washington a Oregon, s rozdělovacím bodem na Union Station v Portlandu. K červnu 2006 stát Washington dotoval čtyři vlaky denně ze Seattlu do Portlandu a zpět a dva vlaky denně ze Seattlu do Vancouveru a zpět. Oregon pak vyplácel peníze pro dva vlaky denně z Portlandu do Eugene a zpět.

### Místní partnerství
Protože vlak dotují společně ministerstva dopravy Washingtonu a Oregonu, místní dopravní společnosti nabízejí množství slev a výhod.
- Držitelé karet FlexPass a UPass (University of Washington) mají slevu 15 procent na všechny základní služby. Zaměstnavatelé, které také spolupracují v těchto programech dostávají omezený počet volných jízdenek pro své zaměstnance.
- RailPlus společnosti Sound Transit opravňuje své držitele využít služeb vlaku Cascades za ceny platné ve vlacích Sounder mezi Seattlem a Everettem.
- Kupónová knížka Chinook Book nabízela v roce 2009 volnou jízdenku bez přesného místa nástupu a cíle cesty.

Vlak Cascades má také užitek z vylepšení železnice, která provádí společnost Sound Transit pro svůj vlak Sounder. Nejdůležitějším projektem je Point Defiance Bypass, což je vybudování nové trasy v Tacomě, která bude kratší, přímější a rychlejší než ta stará. Vlaky se navíc budou moci vyhnout tunelu Nelsona Bennetta, ve kterém je jen jedna kolej.

## Plány

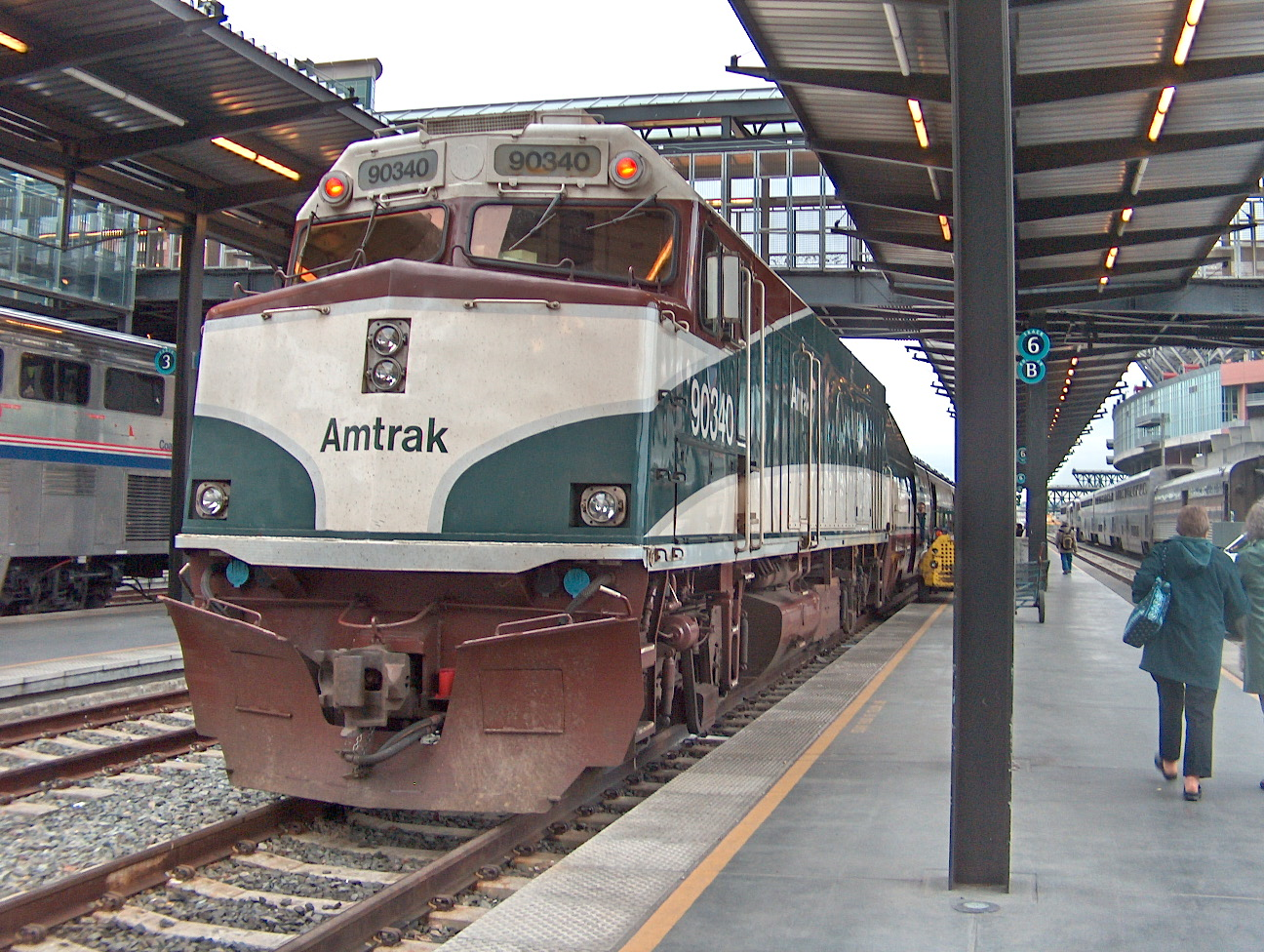
Souprava vlaku Amtrak Cascades na stanici King Street Station v Seattlu.

Podle svého dlouhodobého plánu plánuje Washingtonské ministerstvo dopravy zvýšení frekvence spojů mezi Seattlem a Portlandem na třináct jízd tam i zpět denně a na čtyři až šest jízd tam i zpět denně mezi Seattlem a Bellinghamem, z nichž čtyři budou pokračovat dále do Vancouveru. Vlak cestuje po celém federálně plánovaném Pacifickém severozápadním koridoru, všechna zlepšení tedy mají vyústit ve vyšší povolenou rychlost na trati.
Vyšší povolená rychlost vyústí v následující změny doby jízdy:
- Seattle – Portland: 2006 – 3h, 30min; plánovaná – 2h, 30min.
- Seattle – Vancouver (BC): 2006 – 3h, 55min; plánovaná – 2h, 45min.
- Portland – Vancouver (BC): 2009 – 7h, 55 min; plánovaná – 5h, 25min.

Aby se dosáhlo vyšší pohotové rychlosti, musí být provedeno několik kroků v podobě projektů zlepšení trati. Musí být zlepšena hradla, návěstidla, některé přejezdy musí být změněny v nadjezdy nebo podjezdy, některé koleje musí být nahrazeny nebo vylepšeny, některé stanice musí být zvětšeny. Aby mohl být druhý zpáteční vlak mezi Seattlem a Bellinghamem prodloužen do Vancouveru, musí společnost Burlington Northern Santa Fe (BNSF) vylepšit některé tratě v Kanadě, což musela financovat vláda Britské Kolumbie. Této dohody mezi Britskou Kolumbií, BNSF a Amtrakem bylo dosaženo v březnu 2007. Projekt zahrnoval stavbu 3,35 kilometrů dlouhé vlečky v Deltě, která stála sedm milionů dolarů a nyní už je hotova.
V prosinci 2008 vydalo Washingtonské ministerstvo dopravy (WSDOT) plány středního rozsahu, které podávají detaily o projektech, které musí být zrealizovány pro dosažení poloviny dlouhodobého plánu. WSDOT žádá o 900 milionů dolarů dotací pro projekty obsažené v plánech středního rozsahu na základě toho, že trať je jedním z koridorů, které mohou čerpat peníze na základě zákona o obnově z roku 2009. Časové rozvržení projektů závisí na tom, jak rychle budou federální dotace vyplaceny.
V létě 2009 zažádal stát Oregon o federální dotace o výši 2,1 miliardy dolarů na přestavění nepoužívané Oregon Electric Railway, která běží souběžně s tratí vlaku Cascades mezi Portlandem a Eugenem a může být používána společností Amtrak.

## Statistiky
| Rok         | 1993    | 1994    | 1995    | 1996    | 1997    | 1998    | 1999    | 2000    | 2001    | 2002    |  |
| ----------- | ------- | ------- | ------- | ------- | ------- | ------- | ------- | ------- | ------- | ------- |  |
| Cestujících | 94 061  | 180 209 | 286 656 | 304 566 | 349 761 | 425 138 | 452 334 | 530 218 | 560 381 | 584 346 |  |
| Rozdíl      | ---     | 86 148  | 106 447 | 17 910  | 45 195  | 75 377  | 27 196  | 77 884  | 30 163  | 23 965  |  |
| % rozdíl    | ---     | 91,6%   | 59,1%   | 6,2%    | 14,8%   | 21,6%   | 6,4%    | 17,2%   | 5,7%    | 4,3%    |  |
|             |         |         |         |         |         |         |         |         |         |         |  |
| Rok         | 2003    | 2004    | 2005    | 2006    | 2007    | 2008    | 2009    | 2010    | 2011    | 2012    |  |
| Cestujících | 589 743 | 603 059 | 636 092 | 629 996 | 676 765 | 774 531 | 761 610 | 838 251 | 847 709 |         |  |
| Rozdíl      | 5 397   | 13 316  | 33 033  | -6 096  | 46 769  | 97 766  | -12 921 | 76 641  | 9 458   |         |  |
| % rozdíl    | 0,1 %   | 2,3 %   | 5,5 %   | -1,0 %  | 7,4 %   | 14,4 %  | -1,7 %  | 10,1 %  | 1,1 %   |         |  |

Zdroj: Ministerstvo dopravy státu Washington